# سوجيبا
سوجيبا (بالفرنسية :Societé de Gestion de Participations Aéronautiques)؛ هي شركة فرنسية قابضة مملوكة بالكامل للجمهورية الفرنسية، وهي واحدة من أكبر الهيئات العامة التي تستثمر في تكنولوجيا الفضاء الأوروبية، حيث تمتلك بشكل غير مباشر 11.11٪ من أسهم شركة إيرباص في 31 ديسمبر 2016. 

## نبذه
كانت تحت إشراف وكالة المشاركات الحكومية . 
في عام 2014 ، أصبحت سوجيبا أحد المساهمين الرئيسيين في مجموعة بي أس إيه (الآن ستيلانتس ). 